# Comuna Pleșcuța, Arad
Pleșcuța (în maghiară Peleskefalva) este o comună în județul Arad, Crișana, România, formată din satele Aciuța, Budești, Dumbrava, Gura Văii, Pleșcuța (reședința), Rostoci și Tălagiu.

## Demografie
Componența etnică a comunei Pleșcuța
     Români (96,83%)
     Alte etnii (0%)
     Necunoscută (3,17%)
Componența confesională a comunei Pleșcuța
     Ortodocși (75,69%)
     Penticostali (11,21%)
     Baptiști (8,23%)
     Alte religii (0,99%)
     Necunoscută (3,87%)
Conform recensământului efectuat în 2021, populația comunei Pleșcuța se ridică la 1.008 locuitori, în scădere față de recensământul anterior din 2011, când fuseseră înregistrați 1.219 locuitori. Majoritatea locuitorilor sunt români (96,83%), iar pentru 3,17% nu se cunoaște apartenența etnică. Din punct de vedere confesional, majoritatea locuitorilor sunt ortodocși (75,69%), cu minorități de penticostali (11,21%) și baptiști (8,23%), iar pentru 3,87% nu se cunoaște apartenența confesională.

## Administrație
Comuna Pleșcuța este administrată de un primar și un consiliu local compus din 9 consilieri. Primarul, Viorel-Marius Groza[*], de la Partidul Național Liberal, este în funcție din 2012. Începând cu alegerile locale din 2024, consiliul local are următoarea componență pe partide politice:
|  | Partid                          | Consilieri | Componența Consiliului | Componența Consiliului | Componența Consiliului | Componența Consiliului | Componența Consiliului |
|  | ------------------------------- | ---------- | ---------------------- | ---------------------- | ---------------------- | ---------------------- | ---------------------- |
|  | Partidul Național Liberal       | 5          |                        |                        |                        |                        |                        |
|  | Partidul Social Democrat        | 2          |                        |                        |                        |                        |                        |
|  | Uniunea Salvați România         | 1          |                        |                        |                        |                        |                        |
|  | Alianța pentru Unirea Românilor | 1          |                        |                        |                        |                        |                        |

Incepand cu data de 19 Noiembrie 2020, Viceprimar a fost ales Vug Marinel Iustin.

## Atracții turistice
- Biserica de lemn din Budești, construcție 1772, monument istoric
- Castelul din satul Aciuța, construcție secolul al XVIII-lea, stil neoclasic
- Defileul Crișului Alb